# Daiji Yamada
Daiji Yamada (山田大治?, Yamada Daiji; Osaka, 8 giugno 1981) è un ex cestista giapponese.